# Tonna, Tyskland
Tonna är en kommun och ort i Landkreis Gotha i förbundslandet Thüringen i Tyskland.
Kommunen ingår i förvaltningsområdet Fahner Höhe tillsammans med kommunerna Dachwig, Döllstädt, Gierstädt och Großfahner.